# Президентські вибори в Грузії 2018
Президентські вибори в Грузії — чергові вибори Президента Грузії, сьомі з часу відновлення незалежності країни, які відбулись 28 жовтня 2018 року.
Ці вибори стали останніми на Президента Грузії обирають прямим голосування, оскільки після змін до конституції у 2017 році, після 2018 року, президента обиратимуть 300-а членів колегії виборців. Президент буде позбавлений майже всіх виконавчих функцій, але залишається верховним головнокомандувачем та головним представником держави на міжнародній арені, він також призначає послів та інших дипломатичних представників. Враховуючи зміни в Конституції, президент обраний на термін шість років.
У першому турі жоден із кандидатів не набрав 50% голосів виборців. Другий тур, за участю Саломе Зурабішвілі та Ґріґола Вашадзе, відбувся 28 листопада 2018 року. Саломе Зурабішвілі здобула 59.52% голосів виборців, і вступила посаду Президента Грузії 16 грудня 2018 року.

## Кандидати
Центральна виборча комісія Грузії зареєструвала 25 кандидати в президенти. Усі 25 кандидатів були включені до виборчого бюлетеня. Загалом було 46 кандидатів у президенти, але 21-у було відмовлено у реєстрації. 
Ще перед виборами опозиційні партії вирішили об'єднатися та висунути єдиного кандидата. 15 липня 2018 року була утворена коаліція «Сила в єдності», куди увійшли 10 опозиційних партій, серед яких «Єдиний національний рух», «Служи Грузії», «Цивільний альянс для свободи», «Європейські демократи Грузії», «Християнсько-консервативна партія», «Держава для народу», «Нова Грузія», «Республіканська партія», «Грузія серед лідерів» та «Націонал-демократична партія». 19 липня 2018 року коаліція «Сила в єдності» оголосила про висунення єлиного кандидата, яким став Ґріґол Вашадзе.
Свої кандидатури вирішили не висувати діючий президент Ґіорґі Марґвелашвілі — наприкінці серпня, та Ніно Бурджанадзе від партії «Демократичний рух — Єдина Грузія» — 8 вересня 2018 року.
|    | Кандидат              | Професія чи рід діяльності                            | Висунений                                                             |
| -- | --------------------- | ----------------------------------------------------- | --------------------------------------------------------------------- |
| 1  | Міхеїл Антадзе        | Професор                                              | Держава для народу                                                    |
| 2  | Давид Бакрадзе        | Голова парламенту Грузії                              | Європейська Грузія                                                    |
| 4  | Вахтанґ Ґабунія       | Політик                                               | Християнсько-демократичний рух                                        |
| 5  | Ґріґол Вашадзе        | Колишній міністр закордонних справ Грузії (2008-2012) | Єдиний Національний Рух                                               |
| 10 | Шалва Нателашвілі     | Очільник Грузинської лейбористської партії            | Грузинська лейбористська партія                                       |
| 13 | Звіад Мехатішвілі     | Політик                                               | Християнсько-консервативна партія Грузії                              |
| 17 | Ґіорґі Лілуашвілі     | Віце-президент Грузинської національної академії наук | Партія «Сакартвело»                                                   |
| 18 | Акакі Асатіані        | Політик                                               | Об'єднання грузинських традиціоналістів                               |
| 21 | Каха Кукава           | Політик                                               | Вільна Грузія                                                         |
| 22 | Отар Меунарґія        |                                                       | Промисловість врятує Грузію                                           |
| 23 | Іраклій Ґорґадзе      | Безробітний                                           | Рух за вільну Грузію                                                  |
| 25 | Давид Усупашвілі      | Колишній голова парламенту Грузії                     | Вільні демократи                                                      |
| 27 | Звіад Бардавадзе      | Безробітний                                           | Національно-демократична партія Грузії                                |
| 28 | Міхеїл Салуашвілі     | Політик                                               | «Союз відновлення справедливості голос народу: Господь — наша правда» |
| 30 | Звіад Іашвілі         | Безробітний                                           | Національно-демократична партія Грузії                                |
| 31 | Тамар Цхораґаулі      | Підприємець                                           | Свобода — Шлях Звіада Ґамсахурдії                                     |
| 35 | Ґела Хуцішвілі        | Політик                                               | Грузинський політичний рух ветеранів і патріотів                      |
| 36 | Зураб Джапарідзе      | Очільник партії «Новий політичний центр-Ґірчі»        | Новий політичний центр — Ґірчі                                        |
| 40 | Леван Чхеїдзе         | Чхеїдзе та Партнери                                   | Нові християнські демократи                                           |
| 48 | Саломе Зурабішвілі    | Член парламенту Грузії                                | Ініціативна група виборців                                            |
| 49 | Бесаріон Тедіашвілі   | Засновник «TF Construction»                           | Ініціативна група виборців                                            |
| 51 | Ґіорґі Андріадзе      | Академік Грузинської національної академії наук       | Ініціативна група виборців                                            |
| 58 | Кахабер Чічінадзе     | Підприємець                                           | Ініціативна група виборців                                            |
| 62 | Володимир Нонікашвілі | Директор видавництва «Параграф»                       | Ініціативна група виборців                                            |
| 65 | Теймураз Шашіашвілі   | Безробітний                                           | Ініціативна група виборців                                            |

## Вибори
За даними Міжнародного товариства за справедливі вибори та демократію (ISFED), вибори відбулись на тлі різних процесуальних порушень, але без суттєвих порушень.

### Перший тур
Близькі до влади соціологічні опитування прогнозували перемогу Зурабішвілі вже у першому турі, де вона мала отримати 53% голосів. Однією з тем передвиборчої кампанії стала проблема легалізації марихуани, за яку виступив уряд Грузії. Саломе Зурабішвілі підтримала цю ідею, через що потрапила під шквал критики опозиції та церкви. Через це Зурабішвілі отримала прізвисько «королева коноплі». Через це Зурабішвілі зіпсувала відносини з Грузинською православною церквою, і її реакція на критику священиків була дуже жорсткою. Так Зурабішвілі заявила про готовність перегляду конкордату (документа, який визначає відносини між церквою та грузинською державою). Як наслідок, її антирейтинг став вищим за рейтинг підтримки.
У першому турі лідеркою стала Саломе Зурабішвілі, незалежна кандидатка, яку підтримує правляча партія «Грузинська мрія», — 38,64% голосів, Ґріґол Вашадзе від опозиційного «Єдиного національного руху» став другим, набравши 37,74% голосів виборців. Третій результат показав Давид Бакрадзе, висунутий опозиційною партією «Європейська Грузія», з 10.97% голосів.

### Другий тур
Давид Бакрадзе заявив про підтримку Вашадзе. Проросійський «Альянс патріотів Грузії» не висував свого кандидата на президентських виборах, але закликав своїх прихильників голосувати у другому турі за Саломе Зурабішвілі.

## Опитування громадської думки
|                                  |                       |       |       |      |      |      |     |    |    |     |      |    |   |     |
| Екзит-пол: BCG                   | 28.10.18              | 17%   | 37%   | 34%  | 5%   | -    | -   | -  | -  | -   | -    | -  | - | -   |
| Екзит-пол: Psychoportrait        | 28.10.18              | 9%    | 28%   | 52%  | 2%   | 2%   | 3%  | -  | -  | -   | -    | -  | - | -   |
| Екзит-пол: Edison Research       | 28.10.18              | 10%   | 40%   | 40%  | 3%   | 2%   | 3%  | -  | -  | -   | -    | -  | - | -   |
| День виборів (28 жовтня)         |                       |       |       |      |      |      |     |    |    |     |      |    |   |     |
| BCG                              | 20.10.18-24.10.18     | 30%   | 27%   | 33%  | 4%   | 2%   | -   | -  | -  | -   | -    | -  | - | -   |
| Edison Research                  | 15.10.18-24.10.18     | 16%   | 37%   | 32%  | 6%   | -    | -   | -  | -  | -   | -    | -  | - | 8%  |
| IPN, Ambebi.ge, Kvirispalitra.ge | 24.10.18              | 5%    | 27%   | 31%  | 3%   | 11%  | 5%  | -  | -  | -   | -    | -  | - | 18% |
| Edison Research                  | 25.09.18-4.10.18      | 15%   | 31%   | 16%  | 7%   | 3%   | -   | -  | -  | -   | -    | -  | - | 21% |
| BCG                              | 15-22 вересня 2018    | 29%   | 28%   | 21%  | 10%  | 6%   | -   | -  | -  | -   | -    | -  | - | 6%  |
| Edison Research                  | 3-23 вересня 2018     | 18%   | 22%   | 15%  | 8%   | 3%   | 2%  | -  | -  | -   | -    | -  | - | 32% |
| Primary                          | серпень-вересень 2018 | 18.9% | 43.9% | 8.8% | 5.7% | 2.1% | -   | -  | -  | -   | 3.9% | 8% | - | -   |
| Newposts                         | серпень 2018          | 15%   | 25%   | 12%  | 4%   | 2%   | -   | -  | -  | -   | -    | -  | - | 33% |
| Allnews                          | 2 серпня 2018         | 5%    | 18%   | 19%  | -    | -    | -   | 8% | -  | 6%  | 10%  | -  | - | 30% |
| Metronome                        | серпень 2018          | 5%    | 37%   | 8%   | 2%   | 3%   | 27% | 3% | -  | 2%  | 2%   | -  | - | 8%  |
| NDI                              | 23.06.18 —08.07.18    | 6%    | 10%   | 12%  | 4%   | -    | -   | -  | -  | 6%  | -    | -  | - | -   |
| IRI                              | 01.04.18 —22.04.18    | 16%   | 8%    | 17%  | 1%   | -    | -   | -  | 3% | 10% | -    | -  | - | -   |

### Другий тур
| Джерело                         | Дата проведення      | Вашадзе ЄНР/СЄ | Зурабішвілі Незалежний/ГМ | Не визначились |
| ------------------------------- | -------------------- | -------------- | ------------------------- | -------------- |
| Джерело                         | Дата проведення      |                |                           | Не визначились |
| Екзит-пол: Gallup International | 28.11.18             | 43%            | 57%                       | -              |
| Екзит-пол: Edison Research      | 28.11.18             | 45%            | 52%                       | -              |
| Другий тур (28 листопада)       |                      |                |                           |                |
| Edison Research                 | 12-18 листопада 2018 | 52%            | 48%                       | -              |
| Pollitic                        | 18-25 листопада 2018 | 70%            | 30%                       | -              |
| Gallup International            | 16-18 листопада 2018 | 48%            | 52%                       | -              |
| Edison Research                 | 1–9 листопада 2018   | 41%            | 36%                       | 23%            |
| Перший тур (28 жовтня)          |                      |                |                           |                |
| BCG                             | 20–24 жовтня 2018    | 39%            | 27%                       | -              |
| Edison Research                 | 15–24 жовтня 2018    | 44%            | 29%                       | 27%            |
| BCG                             | 15–22 вересня 2018   | 40%            | 19%                       | 40%            |
| Edison Research                 | 14–23 вересня 2018   | 50%            | 24%                       | 26%            |

## Рейтинги навесні
| Дата         | Опитування | Обсяг вибірки |
| ------------ | ---------- | ------------- |
| Квітень 2018 | IRI        | 1,500         |
| Травень 2018 | NDI        | 2,194         |

| Ґіорґі Квірікашвілі | Ґіорґі Квірікашвілі | Ґіорґі Квірікашвілі |
|                     |                     | Н/В                 |
| ------------------- | ------------------- | ------------------- |
| 41                  | 52                  | 7                   |
| 25                  | 16                  | 58                  |

| Давид Бакрадзе | Давид Бакрадзе | Давид Бакрадзе |
|                |                | Н/В            |
| -------------- | -------------- | -------------- |
| 53             | 40             | 7              |
| 34             | 18             | 47             |

| Ґріґол Вашадзе | Ґріґол Вашадзе | Ґріґол Вашадзе |
|                |                | Н/В            |
| -------------- | -------------- | -------------- |
| 32             | 52             | 16             |
| 15             | 21             | 64             |

| Ґіорґі Марґвелашвілі | Ґіорґі Марґвелашвілі | Ґіорґі Марґвелашвілі |
|                      |                      | Н/В                  |
| -------------------- | -------------------- | -------------------- |
| 52                   | 42                   | 6                    |
| 26                   | 18                   | 57                   |

| Шалва Нателашвілі | Шалва Нателашвілі | Шалва Нателашвілі |
|                   |                   | Н/В               |
| ----------------- | ----------------- | ----------------- |
| 34                | 58                | 8                 |
| –                 | –                 | –                 |

| Ніно Бурджанадзе | Ніно Бурджанадзе | Ніно Бурджанадзе |
|                  |                  | Н/В              |
| ---------------- | ---------------- | ---------------- |
| 23               | 73               | 4                |
| –                | –                | –                |

## Результат
| Кандидат                            | Кандидат                            | Партія                                                              | Перший тур | Перший тур | Другий тур | Другий тур |
| Кандидат                            | Кандидат                            | Партія                                                              | Голосів    | %          | Голосів    | %          |
| ----------------------------------- | ----------------------------------- | ------------------------------------------------------------------- | ---------- | ---------- | ---------- | ---------- |
|                                     | Саломе Зурабішвілі                  | Незалежний                                                          | 615,572    | 38.64      | 1,147,625  | 59.52      |
|                                     | Ґріґол Вашадзе                      | Єдиний Національний Рух                                             | 601,224    | 37.74      | 780,635    | 40.48      |
|                                     | Давид Бакрадзе                      | Європейська Грузія                                                  | 174,849    | 10.97      |            |            |
|                                     | Шалва Нателашвілі                   | Лейбористська партія Грузії                                         | 59,651     | 3.74       |            |            |
|                                     | Давид Усупашвілі                    | Рух розвитку                                                        | 36,037     | 2.26       |            |            |
|                                     | Зураб Джапарідзе                    | Новий політичний центр-Ґірчі                                        | 36,034     | 2.26       |            |            |
|                                     | Каха Кукава                         | Вільна Грузія                                                       | 21,186     | 1.33       |            |            |
|                                     | Ґіорґі Андріадзе                    | Незалежний                                                          | 13,133     | 0.82       |            |            |
|                                     | Теймураз Шашіашвілі                 | Незалежний                                                          | 9,481      | 0.60       |            |            |
|                                     | Тамар Цхораґаулі                    | Свобода — Шлях Звіада Гамсахурдії                                   | 4,004      | 0.25       |            |            |
|                                     | Бесаріон Тедіашвілі                 | Незалежний                                                          | 3,713      | 0.23       |            |            |
|                                     | Міхеїл Салуашвілі                   | Союз відновлення справедливості голос народу: Господь — наша правда | 2,970      | 0.19       |            |            |
|                                     | Леван Чхеїдзе                       | Нові християнські демократи                                         | 2,895      | 0.18       |            |            |
|                                     | Акакі Асатіані                      | Об'єднання грузинських традиціоналістів                             | 1,994      | 0.13       |            |            |
|                                     | Вахтанґ Ґабунія                     | Християнсько-демократичний рух                                      | 1,958      | 0.12       |            |            |
|                                     | Ґела Хуцішвілі                      | Грузинський політичний рух ветеранів і патріотів                    | 1,623      | 0.10       |            |            |
|                                     | Кахабер Чічінадзе                   | Незалежний                                                          | 1,418      | 0.09       |            |            |
|                                     | Міхеїл Антадзе                      | Держава для народу                                                  | 1,074      | 0.07       |            |            |
|                                     | Ґіорґі Лілуашвілі                   | Партія «Сакартвело»                                                 | 892        | 0.06       |            |            |
|                                     | Звіад Мехатішвілі                   | Громадянська платформа — Нова Сакартвело                            | 713        | 0.04       |            |            |
|                                     | Отар Меунарґія                      | Промисловість врятує Грузію                                         | 664        | 0.04       |            |            |
|                                     | Володимир Нонікашвілі               | Незалежний                                                          | 633        | 0.04       |            |            |
|                                     | Іраклій Ґорґадзе                    | Рух за вільну Грузію                                                | 531        | 0.03       |            |            |
|                                     | Звіад Бардавадзе                    | Громадянська платформа — Нова Грузія                                | 477        | 0.03       |            |            |
|                                     | Звіад Іашвілі                       | Національно-демократична партія Грузії                              | 444        | 0.03       |            |            |
| Недійсні / незаповнені бюлетені     | Недійсні / незаповнені бюлетені     | Недійсні / незаповнені бюлетені                                     | 53,847     | –          |            | –          |
| Загалом                             | Загалом                             | Загалом                                                             | 1,647,878  | 100        |            |            |
| Зареєстровані виборці / голосування | Зареєстровані виборці / голосування | Зареєстровані виборці / голосування                                 | 3,518,877  | 46.83      |            |            |
| Джерело: CEC, CEC                   |                                     |                                                                     |            |            |            |            |